# Ханево (Опочецький район)
Ханево (рос. Ханево) — присілок в Опочецькому районі Псковської області Російської Федерації.
Населення становить 5 осіб. Входить до складу муніципального утворення Глубоковська волость.

## Історія
Від 2015 року входить до складу муніципального утворення Глубоковська волость.

## Населення
| 2001 | 2002 | 2010 | 2013 | 2014 | 2015 | 2016 |
| ---- | ---- | ---- | ---- | ---- | ---- | ---- |
| 7    | ↘6   | ↘3   | ↗5   | →5   | →5   | →5   |